# Фотометрический шар Ульбрихта
Фотометрический шар Ульбрихта — специальная сфера со стеклянным слайдом, размером с лист формата A3. Обеспечивает уровень контрастности около 14000:1.
Стенки шара изнутри покрыты сильноотражающей белой краской из материала с высоким коэффициентом отражения (например, BaSO4). Кроме того, на стенках шара расположены несколько отверстий. Сфера используется для определения динамического диапазона фотоаппаратов, а также для замеров уровня виньетирования. 

Принцип работы:
1. Введение света: свет от источника или рассеянный свет от образца вводится в сферу через одно или несколько отверстий. Свет многократно отражается внутри сферы, благодаря полированной внутренней поверхности и покрытию с высоким коэффициентом отражения.
2. Рассеяние света: свет рассеивается и рассеянный свет также многократно отражается внутри сферы. Это позволяет равномерно распределить интенсивность света по всей внутренней поверхности сферы.
3. Измерение интенсивности: с помощью датчиков или фотодетекторов измеряется интенсивность света, выходящего через другое отверстие сферы. Это позволяет получить информацию об интегральной интенсивности рассеянного света под разными углами.
4. Анализ данных: полученные данные об интенсивности света могут быть использованы для анализа оптических характеристик образца, определения его свойств или качественной оценки источника света.

Таким образом, сфера Ульбрихта позволяет равномерно распределить и измерить интенсивность света, что делает ее полезным инструментом для спектроскопии и других оптических исследований.